# Rumbuk Timur
Rumbuk Timur is een bestuurslaag in het regentschap Oost-Lombok van de provincie West-Nusa Tenggara, Indonesië. Rumbuk Timur telt 4518 inwoners (volkstelling 2010).